# باسيوس
باسيوس (بالفرنسية: Miguel Pacios)‏ (10 مارس 1977 في فرنسا - ) هو لاعب كرة قدم فرنسي في مركز الهجوم. لعب مع نادي روديز ونادي كان ونادي ليبورن.

## وصلات خارجية
- باسيوس على موقع قاعدة بيانات كرة القدم.إي يو (الإنجليزية)